# 영광 불갑사 참식나무 자생북한지
영광 불갑사 참식나무 자생북한지는 대한민국 전라남도 영광군 불갑사에 있는, 참식나무가 자랄 수 있는 가장 북쪽 지역이다. 대한민국의 천연기념물 제112호로 지정되어 있다. 원래 명칭이 ‘영광 불갑면의 참식나무 자생북한지대’였는데, 2008년 4월 지금 이름으로 변경되었다.